# Plumbago (plant)
Plumbago is een geslacht uit de strandkruidfamilie (Plumbaginaceae). De soorten komen wereldwijd voor in de (sub)tropen.

## Soorten
- Plumbago africana (Lam.) Christenh. & Byng
- Plumbago amplexicaulis Oliv.
- Plumbago aphylla Bojer ex Boiss.
- Plumbago arabica (Boiss.) Christenh. & Byng
- Plumbago auriculata Lam.
- Plumbago caerulea Kunth
- Plumbago ciliata Engl. ex Wilmot-Dear
- Plumbago dawei Rolfe
- Plumbago europaea L.
- Plumbago glandulicaulis Wilmot-Dear
- Plumbago hunsbergensis van Jaarsv., Swanepoel & A.E.van Wyk
- Plumbago indica L.
- Plumbago ituriensis Ntore
- Plumbago madagascariensis M.Peltier
- Plumbago montis-elgonis Bullock
- Plumbago pearsonii L.Bolus
- Plumbago pendula (Balf.f.) Christenh. & Byng
- Plumbago pulchella Boiss.
- Plumbago socotrana (Balf.f.) ined.
- Plumbago stenophylla Wilmot-Dear
- Plumbago tristis W.T.Aiton
- Plumbago wissii Friedrich
- Plumbago zeylanica L.